# Apiocera bilineata
Apiocera bilineata är en tvåvingeart som beskrevs av Joseph Hannum Painter 1932. Apiocera bilineata ingår i släktet Apiocera och familjen Apioceridae. Inga underarter finns listade i Catalogue of Life.